# Millau-Est (tổng)
Tổng Millau-Est là một tổng thuộc tỉnh Aveyron trong vùng Occitanie.

## Hành chính
| Giai đoạn | Ủy viên          | Đảng  | Tư cách |
| --------- | ---------------- | ----- | ------- |
| 2008-2014 | Guy Durand       | PS    | ...     |
| 2001-2008 | Jean-Luc Gayraud | MoDem | ...     |

## Các đơn vị trực thuộc
Tổng Millau-Est gồm 4 xã với dân số 9 348 người (điều tra dân số năm 1999, dân số không tính trùng)
| Xã       | Dân số    | Mã bưu chính | Mã insee |
| -------- | --------- | ------------ | -------- |
| Aguessac | 833       | 12520        | 12002    |
| Compeyre | 492       | 12520        | 12070    |
| Millau   | 7 711 (1) | 12100        | 12145    |
| Paulhe   | 312       | 12520        | 12178    |

(1) một phần của xã.

## Biến động dân số
| 1962                                                     | 1968 | 1975 | 1982 | 1990 | 1999  |
| -------------------------------------------------------- | ---- | ---- | ---- | ---- | ----- |
| -                                                        | -    | -    | -    | -    | 9 348 |
| Nombre retenu à partir de 1962 : dân số không tính trùng |      |      |      |      |       |